# 马燕红
马燕红（1963年7月5日—），北京人，回族，前中国国家体操队运动员，强项为高低杠。她为中国体操史创下了很多个第一：中国第一个体操世界冠军、中国第一个体操奥运会冠军、还有第一个以中国人的名字命名的体操动作“马燕红下”。

## 运动生涯
1972年，八岁的马燕红进入什刹海业余体校，开始了体操生涯。1975年进入“八一”体操队。1978年进入国家队。
在加入国家队的同一年，她参加了第八届亚洲运动会，这也是她第一次站在国际赛场上。她发挥出色，获高低杠金牌。她还参加了1978年上海国际体操友好邀请赛，获得团体和高低杠金牌。
她连续三次作为团体成员参加了1979年，1981年和1983年的国际体操锦标赛。
1979年，在美国沃斯堡举行的第20届国际体操锦标赛上，年仅15岁的马燕红表演了一套难度很高，编排新颖，动作优美的高低杠，获得19.825分，与原民主德国名将格瑙克并列第一。这块金牌对于中国体操来说有划时代的意义。这是中国在世界体操比赛中第一块金牌。
1981年，在苏联莫斯科举行的第二十一届世界体操锦标赛中，马燕红和队友一起，获得女子团体亚军，同时个人获高低杠亚军，全能第四名（创了中国运动员最好成绩）和自由体操第五名。
1984年，马燕红参加了在美国洛杉矶举行的第23届奥运会。这时，她的技术更加全面了。在这次比赛中，她在强项高低杠上表现抢眼，最终和美国选手朱麗安妮·麥克納馬拉在決賽中雙雙以圓滿的10.0分滿分并列冠军。这也是中国第一块奥运会体操金牌。她同时获得了团体第三名，全能第六名，平衡木第五名和自由体操第六名。而当时她阑尾炎发作，是被队友扶上场坚持参加比赛。这块金牌可谓来之不易。
2008年，馬燕紅被列入國際體操名人堂，是繼李寧（2000年）之後，第二位被列入國際體操名人堂的中國體操運動員，同時亦是首位列入國際體操名人堂的中國女性運動員。

## 退役后生活
洛杉矶奥运会后，马燕红于1985年正式退役，到山东体育学院学习。1987年，她进入英国密尔特朗大学学习英语。1989年，她转到美国洛杉矶，进入加州州立大学攻读企业管理学，同时担任洛杉矶市体操俱乐部教练。一开始不适应环境很不顺利，甚至被队员投诉，慢慢就习惯了新的角色。
1994年，马燕红完成学业回到北京，任国士体育管理有限责任公司总经理，先后组织策划了1994年北京国际马拉松賽、围棋大师赛等体育方面的活动。目前马燕红在一家广告公司任职，专门负责高尔夫球赛事在中国的推广，先后与一些国际知名公司合作，推出了一系列赛事。
平时她还多次担任中央电视台体操赛事的特约解说嘉宾，包括奥运会，体操世界锦标赛等，致力于体操普及。

## 命名技术动作
马燕红技术全面，强项是高低杠，10个难度动作水平很高，技术风格是直臂、直体大摆落下。一共有两个体操动作以她的名字命名：
- 马燕红回环倒立—腾身回环倒立转体360度
- 马燕红下—腹回环绷杠团身后空翻转体360度下